# Cryptography API: Next Generation
Cryptography API: Next Generation (CNG) ist Microsofts Kryptographieplattform ab Windows Vista, und ersetzt damit 2007 die CryptoAPI der vorherigen Versionen von Windows. Alle deren Funktionen werden weiterhin unterstützt. Mithilfe der CNG können Kryptographieanwendungen in hochsicherheitsrelevanten Umgebungen realisiert werden.

## Funktionen
Die API vereint mehrere Aufgabenpakete:
- Erstellung und Verwaltung von Kryptographieaufgaben auf Kernel-Modus- und Benutzer-Modus-Basis[2]
- Große Bandbreite an Algorithmen der Kryptologie
- CNG unterstützt alle Suite-B-Algorithmen. Dadurch ist eine Einstufung in hochsicher, sicher und privat möglich[3]
  - AES
  - ECC
  - SHA-256, SHA-384 und SHA-512
  - DSA
  - ECDH
  - ECMQV

Aufgaben des CNG werden zum großen Teil im Microsoft Software Key Storage Provider (KSP) auditiert.